# دی‌اکسازولون

در شیمی آلی، دی‌اکسازولون(به انگلیسی: Dioxazolone) یک کربنات حلقوی است که در حلقه  C2NO2 گنجانیده شده‌است. این مواد ترکیبات هتروسیکل غیر معمول هستند و از واکنش فسژندار کردن هیدروکسامیک اسیدها به وجود می‌آیند:
RC(O)NHOH + COCl2 → RC=NO2CO + 2 HCl
اگرچه دی‌اکسازولون‌ها اغلب قابل انفجار هستند، اما به عنوان پیش ماده ایزوسیانات‌ها نیز مورد توجه هستند:
RC=NO2CO → RC=N=O + CO2
دی‌اکسازولون‌ها به عنوان واکنشگر برای تهیه آمیدها مورد توجه قرار گرفته‌اند.